# Кіт Педлер
Кіт Педлер (повне ім'я Крістофер Магнус Говард Педлер) (англ. Christopher Magnus Howard "Kit" Pedler, 11 червня 1927, Лондон —  27 травня 1981, графство Кент) — британський вчений-медик, письменник-фантаст та автор науково-популярних книг, сценарист та парапсихолог.

## Біографія
Народився у Лондоні. Навчався в Лондонському університеті, а пізніше у Вестмінстерській вищій медичній школі. Після закінчення навчання у 1953 році працював лікарем-офтальмологом у Лондоні протягом трьох років, пізніше перейшов на наукову роботу до рідного навчального закладу, був завідувачем кафедри електронної мікроскопії Лондонського університету.
У середині 60-х років ХХ століття Педлер став неофіційним науковим консультантом телевізійного науково-фантастичного серіалу телекомпанії BBC «Доктор Хто», для якого написав сценарії для трьох серій. Під час роботи у знімальній групі серіалу Кіт Педлер познайомився і тісно співпрацював із редактором і сценаристом Джеррі Девісом. Свою співпрацю вони продовжили на британському телебаченні, заснувавши в 1970 році телепередачу про наукові відкриття, які можуть становити потенційну загрозу для людства. Ця передача мала назву «Doomwatch» (переклад якої може звучати як «Тривога» або «Вахта кінця світу»). Ця програма виходила на британському телеканалі BBC One з 1970 до 1972 року. Усього вийшло 37 випусків цієї телепередачі, більшість яких містили елементи наукової фантастики. Перший випуск передачі вийшов 9 лютого 1970 року під назвою «Поїдачі пластмаси» (англ. The Plastic Eaters)., і саме цей випуск став основою для першого спільного роману Педлера і Девіса «Мутант-59», який вийшов друком у 1971 році. Телепередача стала основою ще однієї спільної книги Педлера і Девіса «Вахта кінця світу: Світ у небезпеці» англ. Doomwatch: The World in Danger, яка вийшла друком у 1975 році. Разом із Джеррі Девісом Кіт Педлер написав ще два науково-фантастичні романи «Каркас мозку» (англ. Brainrack) і «Загроза з Диностару» (англ. The Dynostar Menace). Самостійно Кіт Педлер написав також низку фантастичних оповідань. Він також є автором науково-популярної книги «Пошук Геї: Книга змін» англ. The Quest for Gaia: A Book of Changes, яка вийшла друком в 1979 році, в якій на основі гіпотези Геї Джеймса Лавлока виклав рекомендації для створення екологічно стійкого способу життя. Також Кіт Педлер займався вивченням паранормальних явищ, а в 1981 році видав книгу «Розум над матерією: Погляд науковця на паранормальні явища» (англ. Mind Over Matter: A Scientist’s View of the Paranormal), у якій підтримує позицію про існування паранормальних явищ, зокрема психокінезу та екстрасенсорного сприйняття. На основі цієї книги у Великій Британії пізніше знятий телесеріал.
Помер унаслідок серцевого нападу у власному будинку в Доддінгтоні 27 травня 1981 року. Похований у церкві Всіх Святих у селищі Грейвені в Кенті.

## Особисте життя
Кіт Педлер був одружений. У подружжя було дві дочки, одна з яких, Керол Топольскі, є британською письменницею. інша дочка, Люсі, є архітектором.

## Переклади
Твори Кіта Педлера і Джеррі Девіса перекладені німецькою, нідерландською, французькою, російською та італійською мовами.

### Романи
- «Мутант-59» (Mutant 59: The Plastic-Eater, 1971, у співавторстві з Джеррі Девісом).
- «Каркас мозку» (Brainrack, 1974, у співавторстві з Джеррі Девісом).
- «Вахта кінця світу» (Doomwatch: The World in Danger, 1975, у співавторстві з Джеррі Девісом).
- «Загроза з Диностара» (The Dynostar Menace, 1975, у співавторстві з Джеррі Девісом).

### Оповідання
- Deus Ex Machina? (1970)
- Image In Capsule (1970)
- The Long-Term Residents (1971)
- Terence and the Unholy Father (1972)
- White Caucasian Male (1973)

### Кіносценарії
- Доктор Хто (Doctor Who: The Tomb of the Cybermen, 1989, у співавторстві з Джеррі Девісом)

### Інші твори
- «Пошук Геї: Книга змін» (The Quest for Gaia: A Book of Changes, 1979)
- «Розум над матерією: Погляд науковця на паранормальні явища» (Mind Over Matter: A Scientist's View of the Paranormal, 1981)